# 줄스 파스킨
줄스 파스킨(영어·프랑스어: Jules Pascin, 1885년 5월 31일 ~ 1930년 6월 5일)은 불가리아 태생 미국의 화가이다. 본명은 율리우스 모르데하이 핀카스(히브리어: יוליוס מרדכי פנקס, 영어: Julius Mordecai Pincas 줄리어스 모데카이 핑카스[*])이다. 파스킨은 무엇이든지 재빨리 데생을 하였다고 전한다. 메뉴에도 담뱃갑에나 종이, 냅킨도 가리지 않았다. 그러나 그의 특질은 '부서진 인형'이라 부르는 퇴폐적이고 향기높은 나체 여상에 있었다.

## 생애
파스킨은 불가리아의 도나우 강가의 소읍인 비진에서 출생했다. 부친은 곡물상인이고 원래는 스파라드 유대인(에스파냐 유대인)이다. 빈과 뮌헨에서 배운 후 한때 잡지 ⟪진프리치스므스⟫에 신랄한 풍자화를 그려 명성을 얻고 1905년 파리로 나왔다. 당시 그는 부셰, 프라고나르, 드가, 로트레크, 그로스, 뒤피 등의 영향이 현저하였으나 섬세한 필력에 넘치는 일급의 데생가인 것은 틀림없는 사실이다. 얼마 뒤에 파리에 거처를 정하여 삽화의 일에 몰두하였으나 1914년부터 1921년까지는 미국에서 보내다가 또다시 파리에서 정주하였고, 자살로 생을 마쳤다.

## 같이 보기
- 카임 수틴
- 마르크 샤갈
- 아메데오 모딜리아니
- 에콜 드 파리

## 참고 문헌
- 이 문서에는 다음커뮤니케이션(현 카카오)에서 GFDL 또는 CC-SA 라이선스로 배포한 글로벌 세계대백과사전의 내용을 기초로 작성된 글이 포함되어 있습니다.